# PRISMA vokal
PRISMA vokal ist ein gemischter Chor aus Mainz. Das Repertoire umfasst Swing-, Latin-, Soul-, Pop-, Rock-, Contemporary Gospel- und Musical-Songs, aber auch klassische und alte Musik sowie Lieder aus aller Welt.

## Geschichte
PRISMA vokal wurde 1993 gegründet. Während es anfangs ein „Freundeskreis-Chor“ war, organisierte er sich ab 2006 als eingetragener Verein. Die musikalische Leitung hatte bis 2016 Markus Gück inne, gefolgt von Lena Perrey und seit 2021 von Susanne Singer.

## Konzerttätigkeit
Der Chor erarbeitet jährlich ein neues Programm, welches im Jahreskonzert aufgeführt wird. Programme der letzten Jahre waren:
- 2003 „Best of PRISMA“ – Jubiläumskonzert
- 2005 New York Mass (Christoph Schöpsdau)
- 2007 Another World
- 2008 Another World
- 2009 Fortress (Christoph Schöpsdau)
- 2010 Raise your voice!
- 2012 Kirchenlieder Update
- 2013 Kyrie – A Gospel Mass (Stephan Zebe)
- 2014 GospelJazz
- 2015 History of Gospel
- 2016 Majoy Tribute
- 2017 Latin Jazz Mass (Martin Völlinger)
- 2018 Sing it out loud
- 2019 Lift your head up high
- 2020 und 2021 keine Konzerte wegen der COVID-19-Pandemie
- 2022 Together Again
- 2023 Precious Life
- 2024 It’s time to sing your song again

- 2025 It’s time to sing your song again

Neben den Jahreskonzerten gestaltet PRISMA vokal regelmäßig Gottesdienste der Umgebung musikalisch mit, ebenso wie den ZDF-Gottesdienst zu Silvester oder den ökumenischen Eröffnungsgottesdienst des rheinland-pfälzischen Landtages.

## GospelJazz
GospelJazz bedeutet nicht, dass Gospel und Jazz gemischt werden, sondern beschreibt vor allem die Zielsetzung der Musik. Sie fügt sich, wie es auch früher beispielsweise bei Bachkantaten üblich war, in den Gottesdienst ein. Der Chor ist in der Gemeinde an der Verkündigung des Evangeliums (Gospel) und am Gebet beteiligt. Darüber hinaus sind konzertante Aufführungen üblich.

## Einspielungen
Unter dem Titel GOSPELJAZZ spielte PRISMA vokal im Jahr 2014 seine erste CD mit Werken von Christoph Schöpsdau und Markus Gück ein. Sie wurde bei ZebeMusic verlegt.